# 君住む街へ
「君住む街へ」（きみすむまちへ）は、1988年1月25日に発売されたオフコース通算34枚目のシングル。

## 解説
「君住む街へ」は、アルバム『Still a long way to go』からの先行シングル曲で、アルバム収録曲よりもフェードアウトが10秒ほど長く、アレンジも微妙に異なる。リード・ボーカルを作者の小田和正のほか、清水仁と松尾一彦も加わり、三人で担当している。元々は前年のツアー中に制作され、8月の日本武道館8日間公演でコンサートのクロージングに使用されていた。その後、武道館公演最終日の模様を収めたライブビデオ『OFF COURSE TOUR 1987 as close as possible』の巻末に収録されている。
この曲は後に小田がアルバム『LOOKING BACK 2』にてセルフ・カヴァーしたが、他のメンバーが歌っていたパートもすべて小田自身が歌っている。ソロ以降もコンサートのアンコールで取り上げられることが多く、台湾で行われたコンサートでは歌詞の一部を北京語に換えて歌われた。しかし、2011年3月11日の東日本大震災以降、歌詞の一節が津波を連想させることから、歌うのが控えられていたが、2016年、小田の全国ツアータイトルに使われた上、ステージでも元の歌詞のままで久しぶりに演奏された。
B面は同曲のインストゥルメンタル・ヴァージョンだが、後にシングルCDリリースに際し、清水の歌い出しから始まる“Another Version”がカップリング曲として収録された。このヴァージョンはシングルCDのみの収録だったが、2025年リリースのベスト・アルバム『コンプリート・シングル・コレクション』に初めて収録された。

## ミュージック・ビデオ
ミュージック・ビデオは北海道小樽市でロケが行われ、札幌藻岩高校演劇部の部員が出演している。また、神奈川県横須賀市秋谷海岸にあるレストラン『マーロウ』でもメンバーによる演奏シーンが撮影された。

## パッケージ、アートワーク
片面のみ印刷の歌詞カードには歌詞の他、小田の2作目のソロ・アルバム発売の“INFORMATION”が併記されている。

## 収録曲

### SIDE A
1. 君住む街へ  –  (5:18)
  - 作詩[注釈 13] · 作曲：小田和正、編曲：オフコース
  - 久光製薬[注釈 14]「サロンパスA」CMソング

### SIDE B
1. 君住む街へ (INSTRUMENTAL VERSION)
作曲：小田和正、編曲：オフコース

## クレジット
- プロデュース：オフコース
- © 1987 FAIRWAY MUSIC INC. & FUJIPACIFIC MUSIC INC.

## リリース日一覧
| 地域 | タイトル                                       | リリース日    | レーベル                        | 規格               | カタログ番号           | 備考 |
| ---- | ---------------------------------------------- | ------------- | ------------------------------- | ------------------ | ---------------------- | --- |
| 日本 | 君住む街へ / 君住む街へ (INSTRUMENTAL VERSION) | 1988年1月25日 | FUN HOUSE                       | 7"シングルレコード | 07FA-1150              | 「君住む街へ (INSTRUMENTAL VERSION)」はオリジナル・アルバム未収録。レーベルが独自のデザインになる。 |
| 日本 | 君住む街へ / 君住む街へ (INSTRUMENTAL VERSION) | 2020年6月3日  | USM JAPAN ⁄ UNIVERSAL MUSIC LLC | CD                 | UPCX-4255 (TDCD 91310) | デビュー・シングル『群衆の中で / 陽はまた昇る』からラスト・シングル『夏の別れ / 逢いたい』までを収録した全36枚組CD BOX『コンプリート・シングル・コレクションCD BOX』(UPCY-9918)の中の1タイトル。発表当時のアナログ7インチ・シングルのアートワークを再現した12cm紙ジャケット仕様CD。 |
| 日本 | 君住む街へ / 君住む街へ -Another Version-      | 1988年2月25日 | FUN HOUSE                       | 8cmCDシングル      | 10FD-3001              | 「君住む街へ -Another Version-」はオリジナル・アルバム未収録。 |